# Синтаксис на словенския език
Синтаксис в словенския език.

## Изречение (Poved)

### Съставни части (Stavčni členi)
В изречението може да има четири вида съставни части, чийто словоред рядко е от решаващо значение:
подлог (osebek) + сказуемо (povedek) + допълнение (predmet) + обстоятелство (prislovno določilo).
Чрез промяна на словореда, логическото ударение сменя мястото си върху различни части на изречението. То може да служи и за създаване на поетично настроение, обикновено чрез инверсия в поезията.

### Просто изречение (Prosti stavek)
Včeraj sem šel domov. (Вчера се връщах у дома)
Danes prihajam domov. (Днес пристигам у дома.)
Jutri bom šel od doma. (Утре заминавам у дома.)

### Непълно изречение (Nepopolna poved)
Това са изречения, които нямат сказуемо.
Rana ura, zlata ura. (Рано пиле, рано пее, буквално Ранен час, златен час))

### Вметнато изречение (Vloženi stavek)
V tistih časih – bil sem še mlad in sem od sveta veliko pričakoval – sem lepega večera srečal starega berača in ... (По онова време – бях млад и очаквах много от света – една хубава вечер срещнах един стар просяк и...)

### Съединително изречение и пряка реч (Spremni stavek in dobesedni govor)
„Dobro jutro“, je rekla Lojza. („Добро утро“ – каза Лойза.)
Lojza je rekla: „Dobro jutro'“. (Лойза каза: „Добро утро“.)
– Добро утро. (– Добро утро)

### Сложно изречение (poved)
Съчинителен съединителен съюз in:
Kuham v majhni kuhinji in umivam se v tesni kopalnici. (Готвя в малка кухня и се мия в тясна баня.)
Съчинителни противопоставителни съюзи:
ampak:
Vreme je lepo, ampak večeri so hladni. (Времето е хубаво, но вечерите са хладни.)
Študiram v Ljubljani, ampak doma sem v Kočevju. (Следвам в Любляна, но съм от Кочеуйе.)
pa:
Moj oče je Slovenec, moja mama je Italijanka, jaz pa sem Američanka. (Баща ми е словенец, майка ми е италианка, а аз съм американка.)
Jaz rada smučam, moj fant pa ne. (Аз обичам да карам ски, а моят приятел не (обича).)
Подчинителен допълнителен съюз da:
A imava mleko? – Mislim, da ne. (Имаме ли мляко? – Мисля, че не)
A veš, da ima Marjana novega fanta? (Знаеш ли, че Маряна има нов приятел?)
Povedala mi je, da ga je spoznala na morju in da je iz Kopra. (Каза ми, че се е запознала с него на морето и че е от Копер.)
Подчинителни обстоятелствени съюзи:
- за причина:
ker:
Jaz bom kavo, ker sem zaspana. (Ще пия кафе, защото съм сънена.)
Zdaj stanujem v Ljubljani, ker tukaj študiram. (Сега живея в Любляна, защото тук следвам.)
Gospod Novak je zelo vesel, ker ima ob petih zmenek z gospodično Hribar. (Господин Новак е много радостен, защото в пет има среща с госпожица Хрибар)
zato:
Moj avto je na servisu, zato sem šla na avtobus. (Колата ми е на сервиз, затова отидох на автобуса.)
Gospod Novak je bil utrujen, zato je počival. (Господин Новак беше уморен, затова си почиваше.)
- за време:
kadar и ko:
 – съюзът ko има по-широко значение и може почти винаги да замени съюза kadar. Използва се със свършени и несвършени глаголи;
 – съюзът kadar може да се използва само със значение на vedno kadar / ko, когато има редовно повтаряне на действие. Използва се с несвършени и свършени глаголи, които са моментни и означават повторяемост на действието.
Примери:
Kdaj nosiš kravato? – Kadar grem na koncert. (Кога носиш вратовръзка? – Когато отивам на концерт.)
Ko sem prišel v Slovenijo, nisem znal nobene slovenske besede. (Когато пристигнах в Словения, не знаех нито една словенска дума.)
Ko sem povabil Majo na kavo, je bila zelo vesela. (Когато поканих Мая на кафе, беше много радостна.)
Съюзът ko се използва без изключение в следните случаи:
Ko je bila Maja pripravnica, je imela nizko plačo (Когато Мая беше стажантка, имаше ниска заплата, т.е. Мая е била стажантка само през един период от живота си). Не е възможно да кажем: [*Kadar] je bila Maja pripravnica, je imela nizko plačo.
Ko je Mateja prebrala zanimiv oglas za delo, je takoj napisala prijavo. (Щом Матея прочете интересната обява за работа, веднага написа молба, т.е. в момента, когато престанала да чете, започнала да пише.)
Обаче:
Ko preberem zanimiv oglas za delo, obvestim prijatelja, ki išče službo = (Vedno) kadar preberem zanimiv oglas za delo, obvestim prijatelja, ki išče službo. ([Винаги] когато прочета интересна обява за работа, уведомявам [някой] приятел, който търси работа.)
Ko berem, imam rad mir. = Kadar berem, imam rad mir. (Когато чета, обичам [да съм на] спокойствие.)
Последователността на зависимото и главното изречение, както и словоредът на енклитиките, е както при другите сложни изречения с подчинителна връзка:
Ko je bila Maja pripravnica, je imela nizko plačo. = Maja je imela nizko plačo, ko je bila pripravnica.
Kadar preberem zanimiv oglas za delo, obvestim prijatelja, ki išče službo. = Prijatelja, ki išče službo, obvestim, kadar preberem zanimiv oglas za delo.
Понякога е възможно подчинителната връзка за време да се преобразува със съществително, което изразява понятия, свързани с време, или събития:
Ko je bila Maja pripravnica, je imela nizko plačo. → Med pripravništvom je imela Maja nizko plačo. (По време на стажуването си Мая имаше ниска заплата.)
= Maja je imela nizko plačo, ko je bila pripravnica. → Maja je imela nizko plačo med pripravništvom. (Мая имаше ниска заплата по време на стажуването си.)
medtem ko, preden и potem ko:
 – едновременност (двете действия протичат едновременно):
Medtem ko je direktor pisal poročilo, je tajnica pripravila gradivo za sestanek. (Докато директорът пишеше отчета, секретарката приготви материалите за съвещанието.)
= Tajnica je pripravila gradivo za sestanek, medtem ko je direktor pisal poročilo.
Medtem ko ima direktor sestanek, ne sprejema telefonskih klicev. (Докато е на съвещание, директорът не приема телефонни обаждания.)
= Med sestankom direktor ne sprejema telefonskih klicev. (По време на съвещание директорът не приема телефонни обаждания.)
 – предходност (едното действие става преди другото):
Preden boš šel na razgovor, poišči informacije o delodajalcu. (Преди да отидеш на интервю [за работа], потърси информация за работодателя.)
= Poišči informacije o delodajalcu, preden boš šel na razgovor.
→ Pred razgovorom poišči informacije o delodajalcu. (Преди интервюто [за работа], потърси информация за работодателя.)
 – следходност (едното действие става след другото):
Potem ko bo konec sestanka, si lahko vzameva odmor. (След като завърши заседанието, [ние двамата] можем да си направим почивка.)
= Оdmor si lahko vzameva, potem ko bo konec sestanka.
→ Po sestanku si lahko vzameva odmor. (След заседанието [ние двамата] можем да си направим почивка.)
- за условие:
če:
Če bo imela Ana mačko, bo imela veliko dela. (Ако Ана имаше котка, щеше да има много работа.)
Če bom šel v kino, te bom prej poklical. (Ако отивам на кино, ще ти се обадя предварително.)
Če bi imela včeraj čas, bi naredila torto (ampak nisem imela časa.) (Ако вчера имах време, щях да направя торта (но нямах време).)
Če bi imela danes čas, bi naredila torto (rada bi jo naredila, ampak nimam časa.) (Ако днес имах време, щях да направя торта (с удоволствие бих я направила, но нямам време).)
Če bi imela čas, bi jutri naredila torto (ampak jutri sploh ne bom imela časa.) (Ако имах време, утре щях да направя торта (но утре изобщо няма да имам време).)
- за отстъпване и изключване:
čeprav:
Naredil je izpit, čeprav se ni veliko učil. (Взе си изпита, въпреки че не беше учил много.)
Soba je bila hladna, čeprav je bila prižgana peč. (Стаята беше хладна, въпреки че беше запалена печката.) = Soba je bila hladna kljub prižgani peči. (Стаята беше хладна въпреки запалената печката.)
Čeprav je tri dni deževalo, elektrarne še nimajo dovolj vode. (Въпреки че три дена валя дъжд, за електроцентралите все още няма достатъчно вода.)

## Препинателни знаци (Ločila)
Препинателните знаци отбелязват паузите в изречението, вида на изречението, съкращения на думи и т.н.
В словенски се използват следните препинателни знаци: точка (.), въпросителен знак (?), удивителен знак (!), запетая (), точка и запетая (;), двоеточие (:), тире (–), малко тире (-), многоточие (...), различни видове кавички (" ", ' ', ‚‘, „ “, »«), скоби (()), средни скоби ([]), големи скоби ({}) (които имат синтактични функции), както и апостроф (',’), наклонена черта (/), знак за равенство (=), и т.н.

### Точка (Pika)
Синтактична функция
Точката (.) е препинателен знак, който се подравнява вляво, т.е., пише се непосредствено след предшестващата го дума, като винаги след точката се оставя един интервал.
Точката обикновено се използва за означаванена края на неутрално съобщително (декларативно) изречение (глаголни и безглаголни).
- To je bilo včeraj. (Това беше вчера.)
- Včeraj. (Вчера.)

При изговаряне на изречение от този вид, интонацията се понижава към края му.
В сложно съчинено изречение в изявително наклонение, чиято последна част е независимо просто изречение, което не завършва с точка, точката не се пише, например:
- Rekli so mi, naj grem, a kam? (Казаха ми да вървя, но накъде?)
  - (а не: Rekli so mi, naj grem, a kam?.)

Препинателният знак за край на цитирано изречение в рамките на съобщително се изпуска, ако пред цитата няма двоеточие, например:
- Ko smo hodili po travi, smo opazili prepoved Ne hodi po travi. (Когато се разхождахме по тревата, забелязахме табелка Не ходи по тревата.)
- Ko smo hodili po travi, smo opazili prepoved: Ne hodi po travi!

При пряка реч точката се заменя със запетая преди съединително изречение, например:
- „Oh, mar bi bile ostale doma“, je zamrmrala Marjeta. („О, по-добре да си бяхме останали у дома“, мърмореше Мариета.)

Други случаи на употреба на точката
Съкращенията винаги се означават с точка.
- dr. (doktor – доктор, д-р); npr. (na primer – например, напр.); tj. (to je – то ест, т.е.); l. (leto – година, г., год.); t.i. (tako imenovani – нака нареченият, т.нар.); itn., itd. (in tako naprej, in tako dalje – и така нататък, и т.н.).

При съкратени сложни названия от инициален тип никога не се пишат точки:
- ZDA (Združene države Amerike – САЩ, Съединение американски щати)

Точки не се пишат и при съкращения на единици за измерване и химически елементи:
- km (kilometer, км, километър)
- Fe (železo – Fe, желязо)

След числителните редни се пише точка.
- leto 2004. (2004 г.)

Точката се използва като разделител в числа, при следните случаи:
- при отбелязване на време (час, минути):
  - Ob 22.15 (dvaindvajset petnajst или dvaindvajsetih in petnajst minut) se film konča. (В 22.15 филмът свършва.)
    - 22.15 може да се напише и като 2215
- за разделяне на групите при големи числа:
  - 1.000.000 (en milijon – един милион, 1 000 000) (но по-обичаен начин е: 1 000 000)
- като знак за умножение:
  - 3 · 9 (tri krat devet – три по девет)
    - Забележка: в този случай точката е повдигната до средата на реда и от двете и́ страни има интервали.

В датите се използват точки за разделяне на деня от месеца и на месеца от годината, но в словенски след точките се остава интервал:
- 1. 10. 2003 (prvi deseti dva tisoč tri, prvi oktober dva tisoč tri – първи октомври две хиляди и трета, 1.10.2003 г.)
- 25. 6. 1992 (petindvajseti šesti (junij) tisoč devetsto dvaindevetdeset – двайсет и пети юни хиляда деветстотин деветдесет и втора, 25.6.1991)
- 30. maj (trideseti maj трийсети (тридесети) май)

Ако в края на изречението има точка с функция, различна от синтактичната, след нея не се пише друга точка:
- Prodajam časopise, avtobusne žetone, zobne ščetke itd. (Продавам вестници, жетони за автобус, четки за зъби и т.н.)

Обаче ако се постави още една точка, не е грешно:
- Prodajam časopise, avtobusne žetone, zobne ščetke itd..

### Многоточие (Tri pike)
Синтактична функция
Многоточието (на словенски буквално три точки) (...) е препинателен знак, от двете страни на който се оставя по един интервал. То означава изпуснати думи.
- Nekaj sem govorila ... (Говорех нещо...)
- ... kaj to ni res? (... не е ли истина?)
- Heh ... česa vsega ne pove. (Ех... какво ли не казва.)
- Ja ... in? (Е ... и?)
- Saj bi šel, pa ... (Бих отишъл, но...) (алтернативно може да се напише: Saj bi šel, pa –)

След многоточието може да не се поставя друг препинателен знак; точката обикновено (но не винаги) се изпуска, но другите препинателни знаци обикновено остават:
- Da ... или Da .... (Да...)
- O, a tako je bilo ...? (О, така ли беше...?)

Ако трябва да се подчертае, че изпускането на думи не е направено от оригиналния автор на даден текст, многоточието се поставя в обикновени или средни скоби ((), []), или между две наклонени черти (/.../).
- Цялото оригинално изречение: Nekaj mi šepeta, nekaj točno določenega, skoraj čutiti bi se dalo, da gre ta šolska ura h koncu. (Нещо ми нашепва, нещо точно определено, което почти може да се долави, че наближава края на този учебен час.)
  - Nekaj mi šepeta /.../ da gre ta šolska ura h koncu. (Нещо ми нашепва /.../, че наближава края на този учебен час.)

Понякога многоточието може да означава вметнато изречение, макар че в такъв случай по-обичайно е да се използват тирета:
- Lepo je bilo ... kako tudi ne? ..., saj je dež nežno padal, mi pa smo tesno drug ob drugem ležali ob kaminu. (Беше хубаво – а как иначе? – защото дъждът нежно валеше, а ние лежахме плътно един до друг до камината.)
  - Lepo je bilo – kako tudi ne? –, saj je dež nežno padal, mi pa smo tesno drug ob drugem ležali ob kaminu.

Многоточието обикновено означава пауза или внезапно прекъсване. Когато се използва в края на изречение, интонацията в края на изречението може да бъде или низходяща или полунизходяща, означаваща недовършена мисъл, а може да остане и непроменена.
Други случаи на употреба на многоточието
Пред многоточието, което не изпълнява синтактични функции, не се оставя интервал> То означава изпусната част от дума:
- Otorinola... – ne vem naprej. (Оторинола... – не знам по-нататък.) (вероятно otorinolaringolog – оториноларинголог)
- Tristo kosmatih med... (Триста космати ме...) (Tristo kosmatih medvedov (триста космати мечки) е народен израз, който представлява безобидна ругатня, изключително рядко използвана.)

### Удивителен знак (Klicaj)
Синтактична функция
Пред удивителния знак (!) не се оставя интервал. Той се използва за означаване на край на подбудителни, възклицателни и други изречение, изразяващи емоции. Може да се използва и като препинателен знак за край на вметнато изречение. Обикновено се използва в повелително наклонение, но само ако изречението е емоционално натоварено:
- Gregor, utihni! (Грегор, млъкни!)
- Mojbog! (Боже мой!)
- Na pomoč! (Помощ!)
- Pleši, pleši, dokler ti petke dopuste! (Танцувай, танцувай, докато токовете ти позволяват!)
- To se mi je zdela odlična ideja! (Тази идея ми се стори чудесна!)
- Spoštovani! (Уважаеми! (в началото на писмо, обаче по-обичайно е Spoštovani, ))
- Ubil te bom! (Ще те убия!)
- Če mi še kdaj izustiš kaj takega ...! (Ако ми кажеш още веднъж нещо такова...!)
- Mnogo let nazaj – joj, da bi le že pozabila na to! – sem živela na kmetiji. (Преди много години – о, де да можех вече да забравя това! – живеех в един чифлик.)
- Reci mu vendar, naj pride domov! (Та, кажи му да дойде у дома! – удивителният знак като че ли се отнася към да дойде у дома, а не към кажи)
- Zrecitiraj Kons V! (Recite Kons V!) (Но: Zrecitiraj: Kons V.)
- „Gremo!“ je vzkliknila Janja. („Да вървим!“ – извика Яня.)

Удивителният знак може да се комбинира с въпросителен или с още един или повече удивителни знаци, за да се изрази по-силно настроение.
- Kaj?! (Какво?!)
- Izgini!! (Изчезвай!!)

Други случаи на употреба на удивителния знак
Удивителен знак може да се използва да подчертаване на определ;ено място в даден текст:
- Morda je to res, a emancipacijo (!)testov smo pričakovali. (Може би това е изтина, но очаквахме еманципация (!) на тестовете. – използва се, за да се подчертае неправилно използвана дума, вм. evalvacijo (оценка))
- Nuna (!)je strastno govorila o umetnosti ljubljenja. (Монахинята (!) страстно говореше за изкустовот на любовта.)

### Въпросителен знак (Vprašaj)
Синтактична функция
Пред въпросителния знак (?) не се оставя интервал. Използва се за означаване на край на прости изречения или на сложни, чието главно изречение изразява въпрос.
- Imaš čik? (разговорно: Имаш ли фас? (цигара)) (на правилен словенски: Imaš cigareto? (Имаш ли цигара?)
- Si res želiš, Ana, dobiti enojko? (Ана, наистина ли искаш да получиш двойка?)
- Tukaj? (Тук?)
- Oh, kaj res? (О, наистина ли? (с отегчен тон))
- Rok, kam greš ? (Рок, накъде отиваш? (обикновено на български се казва къде, но тук е важно да се разграничи въпроса за посока (kam) от въпроса за място (kje) на словенски))
- Pogovarjali smo se, bilo je zelo zanimivo, potem pa je Luka nenadoma rekel – uganeš kaj? (Разговаряхме, беше много интересно, а изведнъж Лука каза – познай какво?)
- „Je to res, Urša?“ je zavpil profesor. („Истина ли е, Урша?“ – извика учителят.)

Въпросително изречение, което не съдържа въпросителна дума или не започва с ali, или на края на което са поставени ?? или ?!, се изговаря с възходяща интонация към края. В противен случай, интонацията му се понижава към края.
В края на сложно изречение, в което главното изречение не е въпросително, се пише точка или удивителен знак.
- Vprašali so me, če grem peš ali s taksijem. (Попитаха ме пеша ли ще отида или с такси.)
- O čem se gre predstava, tega pač ne vem. (За какво представление става дума, не знам.)

След двоеточие изречението запазва своя препинателен знак.
- Čigav je že izrek: Užij dan. (Кой беше казал „Наслаждавай се на деня“?)
  - Това изречение може да бъде написано и така: Čigav je že izrek Užij dan? или Čigav je že izrek ‘Užij dan’?.

Въпросителният знак не е задължително да се използва само в края на изречението, той може да се използва и във вметнати изречения.
- Govorim o hibridizaciji sp&sup2; – to veš, kaj je? – ogljikovega atoma v tej organski molekuli. (Говоря за хибридизацията sp2 – нали знаеш какво е? – на въглеродния атом в органичната молекула.)

В някои случаи може да се удвои въпросителния знак (за наблягане върху повторен въпрос), или може да се комбинира с удивителен знак при силно емоционален контекст:
- Kako narediš to? Kako?? (Как го правиш? Как??)
- Le kako si lahko dovoliš kaj takega?! (Само че можеш ли да си позволиш нещо такова?!)

Друг случай на употреба на въпросителния знак
Въпросителният знак може да се употреби за изразяване на сумнение за дадена дума в изречението:
- Dejali so, da se je nafta (?)razlila. (Казаха, че нефт (?) се е разлял.) (говорещият не е сигурен, дали се е разлял нефт или нещо друго, а може и да се чуди как се изговаря думата)

### Двоеточие (Dvopičje)
Синтактична функция
Пред двоеточието не се оставя интервал. То се изплзва в различни случаи, описани по-долу:
1. За въвеждане на пряка реч след съединително изречение:
- Zadregetala je od same jeze: „Kaj? Tako drago?“ (Направо се разтрепера от ужас: „Какво? Толкова скъпо?“)
- Kot v zboru so dejali: Seveda. (Казаха в хор: „Разбира се“.)
- Kot v zboru so dejali: „Seveda.“
- Estragon: Pejva. (Естрагон: Да вървим.) (от В очакване на Годо от Самюел Бекет)

2. При изреждане, подробно описание и обяснение:
- So stvari, o katerih ne vem popolnoma nič: fiziologija, oftalmologíja, socialna antropologija. (Има неща, за които не знам абсолютно нищо: физиология, офталмология, социална антропология.)
- Potrebuje se: moka, mleko, med in sojina omaka. (Необходими са: брашно, мляко, мед и соев сос.) – това може да бъде написано и така: Potrebuje se moka, mleko, med in sojina omaka.
- Zahvaliti se želim še posebej: Jožetu, Pulheriji, Cvetki, Cirilu. (Искам да благодаря специално на: Йоже, Пулхерия, Цветка, Цирил.)
- Sodelujemo vsi: to vključuje tudi tebe, Metka. (Участваме всички: това включва и тебе, Метка.)
- To je lepo: neizmerna umetnina. (Това е красиво: уникална творба на изкуството.) – това може да се напише и така: To je lepo, in pri tem neizmerna umetnina. (Това е красиво и при това е уникална творба на изкуството.) или нещо подобно.
- Rekel sem: ne rekel, vzkliknil! (Казах: не казах, извиках!) – това може да се напише и така: Rekel sem – ne rekel, vzkliknil! или Rekel sem, ne rekel, vzkliknil!
- V najbolj preprosti obliki ti povem, ker vem, da ne razumeš dobro: spelji se mi izpred oči. (Ще ти кажа по най-прост начин, защото знам, че не разбираш добре: изчезвай от погледа ми.)

3. Факултативно след точките във формуляр:
- Ime in priimek: (Име и фамилия:)
- Datum: (Дата:)

Когато при четене на изречение се срещне двоеточие, интонацията е полунизходяща.
Други случаи на употреба на двоеточието
1. При посочване на резултат или съотношение proti (на, към) (обикновено с по един интервал от двете страни):
- Rezultat je bil 1:2 [ena proti dva]. (Резултатът беше 1:2.)
- Množini ogljika in klorove (VII) kisline sta v razmerju 1:1 [ena proti ena]. (Количествата въглерод и хлорна (VII) киселина са в съотношение 1:1.)

2. За означаване на деление (deljeno – делено):
- 15:3 = 5 (petnajst deljeno s tri je pet) (петнайсет делено на три прави пет)

### Кавички (Narekovaji)
Кавичките („ “) са препинателен знак от две части, като след лявата и преди дясната част не се оставя интервал. В словенски се използват различни типове кавички, а именно:
- стандартни двойни, обърнати надолу и нагоре: „ABC“
- стандартни единични, обърнати надолу и нагоре: ‚ABC‘
- ъглови двойни (използвани в някои печатни текстове): »ABC«
- ъглови единични (използвани в някои печатни текстове): ›ABC‹
- двойни горни (използвани в някои печатни текстове): „ABC“ или ”ABC“
- единични горни (използвани в някои печатни текстове): 'ABC' или ’ABC‘

Най-честата употреба на кавичките е пряката реч.
- „Potem pa kar grem“, je zaihtel Jaka. („След това просто си заминавам“ – захлипа Яка.)
- Jaka je zaihtel: „Potem pa kar grem.“
- „Potem pa“, je zaihtel Jaka, „kar grem.“

Дясната кавичка се поставя непосредствяено след последния препинателен знак на изречението на пряката реч. Ако кавичките ограждат не изречение, а само част (цитат), дясната се поставя непосредствено след последния знак.
- „Dobro jutro“, je pohitel novi asistent. („Добро утро“ – побърза [да каже] новият асистент.)
- Govorili so o „nekem blaznem načrtu “. (Говореха за „някакъв откачен план“.)

Ако няма съединително изречение, кавичките могат да бъдат заменени с тире:
- – Potem pa kar grem.

Когато пряката реч включва друга пряка реч, използва се различен вид кавички или вътрешните могат да се пропуснат, ако контекстът е ясен:
- Začela je: „Uganeš,kaj mi je tista ostudna pošast rekla? Rekla je: ‚Potem pa kar jutri pridi. Bo v redu?‘“ (Тя започна: „Можеш ли да познаеш какво ми каза това отвратително чудовище? Каза ми: ‘Просто ела утре. Става ли?’“)
- Začela je: ‚Uganeš, kaj mi je tista ostudna pošast rekla? Rekla je: „Potem pa kar jutri pridi. Bo v redu?“‘
- Začela je: »Uganeš, kaj mi je tista ostudna pošast rekla? Rekla je: „Potem pa kar jutri pridi. Bo v redu?“«

Кавички се използват, когато се подчертава дадена дума от текста или когато думата не се използва в нормалния и́ смисъл. Обаче в печатните текстове по-обичайно е вместо кавички в такива случаи да се използва курсив или удебелен шрифт.
- Pravi „prijatelj “je. (Истински „приятел“ е.)
- Kaj pa pravzaprav pomeni „svoboda “? (Какво всъщност значи „свобода“?)
- Ne vem, zakaj govori o „alternative medicine“;kot da bi bilo tako težko reči „alternativna medicina“. (Не знам защо говори за „alternative medicine“; като че ли му е трудно да каже „алтернативна медицина“.)
- Tožilnik ‘accusative’ je velikokrat združen z dajalnikom ‘dative’ v predmetni ‘objective’ sklon. (Винителен падеж ‘accusative’ често се смесва с дателен ‘dative’ в предметен ‘objective’ падеж. – в този случай са използвани единични кавички)

Кавички се използват за означаване на заглавия на художественми произведения и др., особено в случай, че трябва да се разграничат от познат термин, например:
- „Sonetni venec“ je zelo zapleten. („Сонетният венец“ е много сложен. – в този случай става дума за стихосбирка на словенския поет Франце Прешерн)
  - Но: Prešernov Sonetni venec je zelo zapleten. („Сонетният венец“ на Прешерн е много сложен. – за разлика от български, на словенски в този случай не се пишат кавички)

### Тире (Pomišljaj)
Тирето (–) е препинателен знак, който може да се състои и от две части (при вметнати изрази и изречения), а при писане от двете му страни се оставя по един интервал (с някои изключения, посочени по-долу). Смислово няма разлика между по-дългото (—) и по-късото тире (–). Обикновено се използва по-късото тире, а по-дългото може да се постави между две несвързани изречения. При въвеждане на текст в компютър вместо тире може да се използва тиренце.
Тирето обикновено означва пауза или внезапно прекъсване. Когато се използва като препинателен знак, означаващ край на изречение, интонацията в края на изречението е низходяща, или полунизходяща или непроменена, при недовършена мисъл.
Тирето може да се използва вместо запетая, за да подчертае разделянето на думи или прости изречения.
- Smrt fašizmu – svoboda narodu! (Смърт на фашизма – свобода на народа!)
- O problemu individuacija – rast sebstva po Frommu smo morali pisati esej. (Трябваше да пишем есе на тема „Индивидуализацията – израстване на аза, според Ерих Фом“.)

Тирето се използва и при вметнати изречения или изрази и пояснения:
- Subtilna občutja – to je, nežna in občutljiva – se očividno izražajo v prebranem delu. (В прочетената работа явно са изразени субтилни – т.е. нежни и деликатни – чувства.)
- Da – tako je tudi res bilo –, in to sem mu jasno povedala. (Да – а то наистина беше така –, и аз му го казах ясно.)
- Joj, prejoj – občutljivi kot smo bili – sneg je zapadel in zeblo nas je. (Леле мале – каквито бяхме чувствителни – заваля сняг и ни беше студено.)

Когато се използват тирета пунктуацията на изречението не се променя, така че ако след вметнато изречение има запетая, тя се пише, независимо че след нея се поставя тире.
Тире в края на изречението означава внезапен край, прекъсване или нежелание да се продължи:
- Zapeti bi bila morala, pa – (Трябваше да запея, но...)
- Če v bližnji prihodnosti, kolega Novak, ne zaprete svojega kljunčka, bomo prisiljeni izvesti določene sankcije, kot so, denimo, mučenje ali preprost izgon: svarim Vas: bodite tiho, če ne –! (Ако вие, колега Новак, не затворите човката си, ще бъдем принудени да приложим определени санкции, като, да речем, мъчение или просто изгонване: предупреждавам ви: млъквайте, или...!)

В безглаголни изречения тирето може да означава връзка между подлога и допълнението:
- Vino – strup ali zdravilo? (Виното – отрова или лекарство?)

Тирето може да въвежда пряка реч, ако преди самата пряка реч няма съединително изречение.
Тирето понякога се използва за разделяне на двойни фамилни имена, вместо тиренце или интервал. Тире се използва, когато след фамилно име се пише прякор или псевдоним, който не функционира като фамилно име. В тези случаи преди и след тирето не се оставят интервали.
- Katarina Čkorjanc–Vesel (или Katarina Čkorjanc-Vesel, или, най-често: Katarina Čkorjanc Vesel)
- Josip Broz–Tito
- Karel Veliki (Карл Велики)
- Karel Plešasti (Шарл Плешиви)

Когато тире свързва две тясно свързани изменяеми думи, пред и след него също не се оставят интервали:
- Kozina–Hrpelje (=Kozina in Hrpelje, две населени места)

Тирето се използва и със значение „до“:
- cena: 1000– 1200 SIT (цена: 1000–1200 SIT)
- „Otroci, na vlaku Trst–Dunaj zaspite. Tam vmes ničesar ni“. (Деца във влака Триест – Виена, заспете. Между тях няма нищо (за гледане)) (Tomaž Šalamun)
- Za domačo nalogo boste rešili naloge 272–279. (За домашно ще решите задачи 272–279.)
- Delovni čas: 0–24 (Работно време: 0–24)

Тирето се използва като знак за изваждане или знак минус за означаване на отрицателно число:
- 5x2 – 5x – 1 = 0
- –2 °C

Тирета могат да се използват за означаване на отделни елементи от списъци, например:
– prvi primer,

– drugi primer,

– tretji primer.

### Тиренце, съединителна чертица (Vezaj)
Тиренцето е знак, пред и след който не се оставят интервали (с изключение на посочените по-долу случаи).
В сложни думи, частите на които спокойно могат да се свържат и със съюза in (и), се използва тиренце:
- zeleno-moder pulover (синьо-зелен пуловер)
  - но: zelenomoder pulover, ако цветът е смес от синьо и зелено)
- slovensko-nemški slovar (словено-немски речник)
- angleško-francoski konflikt (англо-френски конфликт)
- črno-belo tiskanje (черно-бял печат)

Тиренце се използва и в следните случаи:
- ha-ha-ha (или: hahaha, или: ha ha ha)
- Janko Novak-Rovtar (като еквивалент на тирето вижте по-горе)
- 30-letnica (30-годишен юбилей, тридесета годишнина или жена на трийсет години)
- TV-oddaja (телевизионна емисия)
- tri- in petdnevni tečaji (три- и петдневни курсове)
- avtonomija in -kracija (автономия и автокрация)
- ATP, ATP-ja (при склонение на съкращения)
- le-to, le-tak, le-tako (за нещо, което е споменато последнто), ka-li (нали)
- Pri m-ju se ji vedno zatakne. (Винаги се запъва на „м“-то (от абуката))

Тиренцето се използва и при пренасяне на срички, вместо 0 след десетичния знак в цените (1000,- SIT (което се пише и 1000 SIT)) и др.
- Prišli smo do polovice odstavka, ko je Marijino jec-
ljanje prešlo meje normale.

Стигнахме до средата на абзаца, когато заекването на Мария премина границите на нормалното.

### Скоби (Oklepaji)
Синтактична употреба
Скобите ((), //, ||, [], <> and {}) са препинателни знаци, състоящи се от две части. След лявата (uklepaj) и преди дясната скоба (zaklepaj) не се остава интервал. При писане най-често се използват обикновените (малки) скоби.
Скоби се използват за ограждане на текст в следните случаи:
1. Вариант или пояснение: Klorovodikova kislina (HCl) je nevarna. (Хлороводордната киселина (HCl) е опасна.); Tekst (besedilo) smo prečistili. (Редактирахме текста (в скоби е сложена словенска дума със същото значение).)
2. Вметнати изречения или изрази: Takoj zatem (če se prav spominjam) se je zabliskalo. (Веднага след това (доколкото си спомням) засвятка.); Druga svetovna vojna (1939– 45) je terjala mnogo krvi. (Втората световна война (1939 – 45) изискваше много кръв.) – в такива изречения може да се използват тирета, многоточие или запетаи
3. Части от думи (в този случай около тях може да не се оставят никакви интервали): Spoštovani/a gost (ja)! (буквално: Уважаеми гостенин! / Уважаема гостенка (на български такива обращения не се използват, а само: Уважаеми гости))

Essentially, a thing to be borne in mind is that whatever is inside brackets may be left out with no change in meaning.
Интонацията преди скобите е възходяща, когато в скобите е вариант или пояснение, в останалите случаи е низходяща. Ако в скобите има цяло изречение, неговата интонация е според пунктуацията му.
Други случаи на употреба на скобите
Дясна скоба се използва при номериране на списъци:
Izberite pravilni odgovor: (Изберете правилния отговор)

a) kopje (копие (оръжие)), 

b) lokomotiva (локомотив), 

c) disk (диск).

### Наклонена черта (Poševnica)
Наклонената черта (/) е препинателен знак, пред и след който не се оставят интервали. Той има следните значения:
1. или: Bolezen se prepozna po rumeni/rjavkasti lisi na čelu. (Болестта се разпознава по жълтата/кафеникавата ивица на челото.)
2. върху: Sodni zapis 55/2. (Свидетелство за съдимост 55/2.)
3. част от едно нещо и част от друго нещо: Poslovno leto 2000/01 je bilo katastrofalno. (Финансовата 2000/01 година беше катастрофална.)
4. разделител на стихове, когато се пишат на един ред (в този случай се оставят по един интервал отляво и отдясно): Ko brez miru okrog divjam, / prijatlji prašajo me, kam? (Със безпокойство лутам се навред, / приятели ме питат: „Накъде“? (Франце Прешерн, Накъде?)).